# オホーツク総合振興局
| オホーツク総合振興局 管内のデータ    |                                                                          |
|                                      |                                                                          |
| 自治体コード                         | 01540-7                                                                  |
| 発足                                 | 2010年4月1日 （網走支庁から改組）                                        |
| 面積                                 | 10,690.36 km² （2024年10月1日）                                          |
| 世帯数                               | 140,710世帯 （2024年1月1日 住民基本台帳）                                |
| 総人口                               | 253,396人 （2025年6月30日 住民基本台帳）                                 |
| 隣接している 振興局管内              | 上川総合振興局、宗谷総合振興局 十勝総合振興局、釧路総合振興局 根室振興局 |
| オホーツク総合振興局（旧・網走支庁） |                                                                          |
| 所在地                               | 〒093-8585 網走市北7条西3丁目 （北海道オホーツク合同庁舎）               |
| 外部リンク                           | オホーツク総合振興局                                                     |
| 表 話 編 歴                          |                                                                          |

オホーツク総合振興局（オホーツクそうごうしんこうきょく）は、北海道の総合振興局のひとつ。振興局所在地は網走市。2010年（平成22年）4月1日、網走支庁に代わって発足した。
後述のとおり、オホーツクは元々対岸のロシアの地名に由来しており、日本において外国由来の地名の付いた官公庁は他に例を見ない。

## 歴史
- 1897年（明治30年） - 網走支庁を設置
- 2010年（平成22年） - 網走支庁をオホーツク総合振興局に改組

### 網走からオホーツクへ改称
1897年（明治30年）に設置された14支庁を、9総合振興局・5振興局へ再編する北海道総合振興局及び振興局設置条例において、網走支庁は唯一改称の提案がなされた。
管内で最多の人口を有する経済の中心地であり、国の出先機関に加えて北海道警察北見方面本部が置かれている北見市では、旧国名・北見国に由来する「北見支庁」への改称と網走市からの支庁移転を求める意見も多かったが、支庁移転に関しては予算面の問題より見送られ、網走市のイメージが強い「網走支庁」に代え、支庁管内の多くの自治体が接するオホーツク海から「オホーツク総合振興局」の名称が候補にあがる。
もともと「オホーツク」とは、ロシア語でОхо́тск、英語でOkhotskと書き、ロシア・ハバロフスク地方のオホータ川（ラムート語で「広い川」の意）の河口に位置する港湾都市・オホーツクに面する海をオホーツク海と呼んだことに由来する。
北海道庁が各自治体へ意見照会を行った際には「他の総合振興局の名称に自治体名が使用されているものはない」（北見市）、「地域イメージをアピールできるオホーツクの名称が適切」（置戸町）とする意見が相次ぎ、網走市もこれらの意見に対して特に異論を唱えなかったため、2010年に「網走支庁」から「オホーツク総合振興局」へ改称された。

## 地理
{{{annotations}}}

## 人口

### 人口変遷
| |                                                      |  |
| オホーツク総合振興局と全国の年齢別人口分布（2005年） | オホーツク総合振興局の年齢・男女別人口分布（2005年） |  |
| ■紫色 ― オホーツク総合振興局 ■緑色 ― 日本全国 | ■青色 ― 男性 ■赤色 ― 女性                            |  |
| オホーツク総合振興局（に相当する地域）の人口の推移 \| 1970年（昭和45年） \| 380,919人 \| \| \| 1975年（昭和50年） \| 365,952人 \| \| \| 1980年（昭和55年） \| 371,629人 \| \| \| 1985年（昭和60年） \| 366,912人 \| \| \| 1990年（平成2年） \| 353,528人 \| \| \| 1995年（平成7年） \| 346,546人 \| \| \| 2000年（平成12年） \| 338,481人 \| \| \| 2005年（平成17年） \| 324,849人 \| \| \| 2010年（平成22年） \| 310,009人 \| \| \| 2015年（平成27年） \| 293,542人 \| \| \| 2020年（令和2年） \| 273,362人 \| \| |                                                      |  |
| 総務省統計局 国勢調査より |                                                      |  |
| 1970年（昭和45年） | 380,919人                                            |  |
| 1975年（昭和50年） | 365,952人                                            |  |
| 1980年（昭和55年） | 371,629人                                            |  |
| 1985年（昭和60年） | 366,912人                                            |  |
| 1990年（平成2年） | 353,528人                                            |  |
| 1995年（平成7年） | 346,546人                                            |  |
| 2000年（平成12年） | 338,481人                                            |  |
| 2005年（平成17年） | 324,849人                                            |  |
| 2010年（平成22年） | 310,009人                                            |  |
| 2015年（平成27年） | 293,542人                                            |  |
| 2020年（令和2年） | 273,362人                                            |  |

### 都市雇用圏（10% 通勤圏）の変遷
以下は、オホーツク総合振興局管内における都市雇用圏（10% 通勤圏、中心都市の DID 人口が1万人以上）の変遷である。一般的な都市圏の定義については都市圏を参照のこと。
- 10% 通勤圏に入っていない自治体は、各統計年の欄で灰色かつ「-」で示す。

| 自治体 ('80) | 1980年                 | 1990年                 | 1995年                 | 2000年                 | 2005年                 | 2010年                 | 自治体 （現在） |
| ------------ | ---------------------- | ---------------------- | ---------------------- | ---------------------- | ---------------------- | ---------------------- | --------------- |
| 網走市       | 網走 都市圏 4万4777人  | 網走 都市圏 4万4416人  | 網走 都市圏 4万4176人  | 網走 都市圏 4万3395人  | 網走 都市圏 4万2045人  | 網走 都市圏 4万0998人  | 網走市          |
| 東藻琴村     | -                      | -                      | -                      | -                      | -                      | -                      | 大空町          |
| 女満別町     | -                      | -                      | -                      | -                      | -                      | -                      | 大空町          |
| 美幌町       | 美幌 都市圏 2万6534人  | 美幌 都市圏 2万5680人  | 美幌 都市圏 2万4708人  | 美幌 都市圏 2万3903人  | 美幌 都市圏 2万2819人  | 美幌 都市圏 2万1575人  | 美幌町          |
| 津別町       | -                      | -                      | -                      | -                      | -                      | -                      | 津別町          |
| 斜里町       | -                      | -                      | -                      | -                      | -                      | -                      | 斜里町          |
| 清里町       | -                      | -                      | -                      | -                      | -                      | -                      | 清里町          |
| 小清水町     | -                      | -                      | -                      | -                      | -                      | -                      | 小清水町        |
| 訓子府町     | -                      | 北見 都市圏 11万9020人 | 北見 都市圏 13万2845人 | 北見 都市圏 13万3184人 | 北見 都市圏 13万0565人 | 北見 都市圏 13万1124人 | 訓子府町        |
| 北見市       | 北見 都市圏 10万8509人 | 北見 都市圏 11万9020人 | 北見 都市圏 13万2845人 | 北見 都市圏 13万3184人 | 北見 都市圏 13万0565人 | 北見 都市圏 13万1124人 | 北見市          |
| 端野町       | 北見 都市圏 10万8509人 | 北見 都市圏 11万9020人 | 北見 都市圏 13万2845人 | 北見 都市圏 13万3184人 | 北見 都市圏 13万0565人 | 北見 都市圏 13万1124人 | 北見市          |
| 留辺蘂町     | -                      | -                      | 北見 都市圏 13万2845人 | 北見 都市圏 13万3184人 | 北見 都市圏 13万0565人 | 北見 都市圏 13万1124人 | 北見市          |
| 常呂町       | -                      | -                      | -                      | -                      | -                      | 北見 都市圏 13万1124人 | 北見市          |
| 置戸町       | -                      | -                      | -                      | -                      | -                      | -                      | 置戸町          |
| 佐呂間町     | -                      | -                      | -                      | -                      | -                      | -                      | 佐呂間町        |
| 遠軽町       | 遠軽 都市圏 2万1057人  | 遠軽 都市圏 1万9441人  | 遠軽 都市圏 2万1904人  | 遠軽 都市圏 2万1283人  | 遠軽 都市圏 2万3648人  | 遠軽 都市圏 2万2265人  | 遠軽町          |
| 生田原町     | -                      | -                      | 遠軽 都市圏 2万1904人  | 遠軽 都市圏 2万1283人  | 遠軽 都市圏 2万3648人  | 遠軽 都市圏 2万2265人  | 遠軽町          |
| 丸瀬布町     | -                      | -                      | -                      | -                      | 遠軽 都市圏 2万3648人  | 遠軽 都市圏 2万2265人  | 遠軽町          |
| 白滝村       | -                      | -                      | -                      | -                      | 遠軽 都市圏 2万3648人  | 遠軽 都市圏 2万2265人  | 遠軽町          |
| 湧別町       | -                      | -                      | -                      | -                      | -                      | -                      | 湧別町          |
| 上湧別町     | -                      | -                      | -                      | -                      | -                      | -                      | 湧別町          |
| 紋別市       | 紋別 都市圏 3万3860人  | 紋別 都市圏 3万1078人  | 紋別 都市圏 3万0137人  | 紋別 都市圏 2万8476人  | 紋別 都市圏 2万6632人  | 紋別 都市圏 2万4750人  | 紋別市          |
| 滝上町       | -                      | -                      | -                      | -                      | -                      | -                      | 滝上町          |
| 興部町       | -                      | -                      | -                      | -                      | -                      | -                      | 興部町          |
| 西興部村     | -                      | -                      | -                      | -                      | -                      | -                      | 西興部村        |
| 雄武町       | -                      | -                      | -                      | -                      | -                      | -                      | 雄武町          |

- 2005年（平成17年）10月1日 - 遠軽町、生田原町、丸瀬布町、白滝村が新設合併し、新町制による遠軽町が発足。
- 2006年（平成18年）3月5日 - 北見市、留辺蘂町、端野町、常呂町が新設合併し、新市制による北見市が発足。
- 2006年（平成18年）3月31日 - 女満別町、東藻琴村が新設合併し、大空町が発足。
- 2009年（平成21年）10月5日 - 上湧別町、湧別町が新設合併し、新町制による湧別町が発足。

## 地域
網走支庁と同一である。
- 北見市
- 網走市
- 紋別市
- 網走郡：大空町 - 美幌町 - 津別町
- 斜里郡：斜里町 - 清里町 - 小清水町

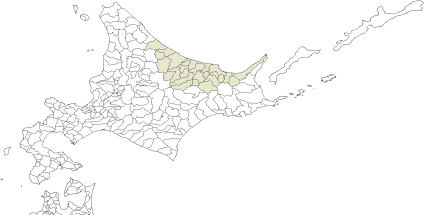
道内におけるオホーツク総合振興局管内の位置

- 常呂郡：訓子府町 - 置戸町 - 佐呂間町
- 紋別郡：遠軽町 - 湧別町 - 滝上町 - 興部町 - 西興部村 - 雄武町

### 地域区分
オホーツク管内は以下の4地域に大別される。
- 斜網（しゃもう） - 網走市、網走郡と斜里郡全域
- 北見（きたみ） - 北見市、常呂郡訓子府町・置戸町
- 遠軽（えんがる） - 紋別郡遠軽町・湧別町、常呂郡佐呂間町（※ごくまれに「東紋」が用いられるケースがある）
- 西紋（にしもん） - 紋別市、紋別郡滝上町・興部町・西興部村・雄武町

4地域のうち西紋地域に関しては同じオホーツク管内の網走市や北見市よりも宗谷総合振興局の稚内市や上川総合振興局の旭川市との経済的な結び付きが強いため、管内の他の地域と区別して道北に含まれる場合がある（旭川地方裁判所の管轄区域など）。
また、管内を3区分する場合は通常、以下のように分類される。ただし気象庁の区分では網走地方に佐呂間町を含め、紋別市および紋別郡を「紋別地方」と分類している。
- 東部：網走地方 - 網走市、北見市北部（旧常呂町）、網走郡・斜里郡
- 南部：北見地方 - 北見市（旧常呂町を除く）、常呂郡訓子府町・置戸町
- 北西部：遠紋（えんもん）地方 - 紋別市、紋別郡、常呂郡佐呂間町

南北に分ける場合は遠紋地方を北部、網走地方と北見地方を合わせた南部の2つに分け、南部を北網（ほくもう）と総称する。北網地域はオホーツク海沿岸部と内陸部の南北に分けて北見市の旧常呂町域を含む前者を北見沿岸東部・後者を北見内陸とする分け方もあり、この場合は網走郡の大空町を北見沿岸東部に、津別町と美幌町を北見内陸に含める場合がある。